# Tom Harkin
Thomas Richard "Tom" Harkin, född 19 november 1939 i Cumming, Iowa, är en amerikansk demokratisk politiker. Han var ledamot av USA:s senat från Iowa 1985–2015. Innan dess var han ledamot av USA:s representanthus 1975–1985.
Harkin avlade 1962 grundexamen vid Iowa State University och 1972 juristexamen vid Catholic University of America. Han tjänstgjorde i USA:s flotta 1962–1967.
Harkin förlorade mot kongressledamoten William J. Scherle i kongressvalet 1972. Han utmanade Scherle på nytt två år senare och vann valet. Harkin omvaldes 1976, 1978, 1980 och 1982.
Harkin besegrade sittande senatorn Roger Jepsen i senatsvalet 1984. Han omvaldes 1990, 1996, 2002 och 2008. Han kandiderade i demokraternas primärval inför presidentvalet i USA 1992. Harkin gav upp tidigt trots segrarna i Iowa, Minnesota och Idaho. Redan resultatet i det viktiga primärvalet i New Hampshire var dåligt för honom. Han stödde sedan Bill Clinton som vann nomineringen och senare själva presidentvalet.
Harkin är för stamcellsforskning och rätten till abort.
Harkin gifte sig 1968 med Ruth Raduenz. Paret har två vuxna döttrar.